# 28 v. Chr.
Portal Geschichte | Portal Biografien | Aktuelle Ereignisse | Jahreskalender | Tagesartikel

◄ |
2. Jahrhundert v. Chr. |
1. Jahrhundert v. Chr. |
1. Jahrhundert |
►

◄ | 40er v. Chr. | 30er v. Chr. | 20er v. Chr. | 10er v. Chr. |
0er v. Chr. |
►

◄◄ | ◄ | 31 v. Chr. | 30 v. Chr. | 29 v. Chr. | 28 v. Chr. |
27 v. Chr. |
26 v. Chr. |
25 v. Chr. |
► |
►►
Staatsoberhäupter

## Ereignisse

### Politik und Weltgeschehen
- Unter Octavian entsteht das erste Stadtviertel in Turin.
- Der Apollotempel wird in Rom geweiht.

### Wissenschaft und Technik
- Chinesische Astronomen zeichnen die älteste noch erhaltene Beobachtung von Sonnenflecken auf.

## Geboren
- um 28 v. Chr.: Marcus Iunius Silanus, römischer Politiker († 38 n. Chr.)

## Gestorben
- Ende 29 oder Anfang 28 v. Chr.: Alexandra, hasmonäische Prinzessin (hingerichtet)